# Bromley-by-Bow
Bromley lub Bromley-by-Bow – dzielnica Londynu, leżąca w gminie London Borough of Tower Hamlets. W 2011 dzielnica liczyła 14480 mieszkańców.